# Заборско-Никольское сельское поселение
Забо́рско-Нико́льское сельское поселение — муниципальное образование в западной части Жуковского района Брянской области.
Административный центр — деревня Никольская Слобода.
С 7 августа 2020 года упразднено в результате преобразования Жуковского района в муниципальный округ.

## История и этимология
Образовано в результате проведения муниципальной реформы в 2005 году, путём слияния дореформенных Заборско-Никольского и части Летошницкого сельсовета.
Сельское поселение, как и прежний сельсовет, называется Заборско-Никольским в связи с тем, что значительную часть населения Никольской Слободы составляют переселенцы из села Заборье Красногорского района, подвергшегося радиоактивному заражению после аварии на Чернобыльской АЭС.

## Население
| 2010  | 2011  | 2012  | 2013  | 2014  | 2015  | 2016  |
| ----- | ----- | ----- | ----- | ----- | ----- | ----- |
| 1198  | ↘1196 | ↗1219 | ↗1243 | ↘1210 | →1210 | →1210 |
| 2017  | 2018  | 2019  | 2020  |       |       |       |
| ↘1186 | ↘1151 | ↘1116 | ↘1082 |       |       |       |

## Населённые пункты
| № | Населённый пункт   | Тип     | Население |
| - | ------------------ | ------- | --------- |
| 1 | Вышковичи          | деревня | ↗77       |
| 2 | Кочева             | деревня | ↘6        |
| 3 | Никольская Слобода | деревня | ↗1118     |
| 4 | Новая Буда         | деревня | ↗14       |
| 5 | Новоселье          | деревня | ↘24       |
| 6 | Ольховка           | деревня | ↘2        |
| 7 | Сума               | деревня | →2        |